# Niederenergetisches Elektronenmikroskop
Das niederenergetische Elektronenmikroskop (englisch low-energy electron microscopy, LEEM) ist ein Gerät zur Untersuchung von Oberflächenstrukturen mittels Elektronen, das von Ernst G. Bauer schon 1962 erfunden wurde, aber erst 1985 vollständig entwickelt gewesen ist. Mit seiner Hilfe können atomar glatte Oberflächen, Atom-Oberflächen-Wechselwirkungen und dünne (kristalline) Filme mikroskopiert werden.

## Funktionsprinzip
Das Prinzip des niederenergetischen Elektronenmikroskops ist mit der Lichtmikroskopie vergleichbar. Die Probe wird großflächig (Durchmesser bis zu ca. 50 µm) mit einem Elektronenstrahl beleuchtet. In der Elektronenoptik haben diese Elektronen eine Energie von einigen tausend Elektronenvolt. Vor der Probe werden die Elektronen auf wenige eV abgebremst und dringen daher nur wenige Ångström in die Probe ein.  Niederenergetische Elektronenmikroskopie ist somit eine auf wenige Atomlagen oberflächensensitive Methode.
Die reflektierten (genauer: wie bei LEED zurückgestreuten) Elektronen werden durch eine Abbildungsoptik geführt, die wie bei einem Lichtmikroskop ein Bild erzeugt, das von einem Elektronendetektor sichtbar gemacht und mit einer Kamera aufgezeichnet wird.
Auf diese Weise können dynamische Oberflächenprozesse beobachtet werden.
Mit LEEM können leitfähige, kristalline Proben untersucht werden, die sich in definierter Weise zum einfallenden Elektronenstrahl ausrichten lassen.
Erweiterungen beinhalten Aberrationskorrektur auf der Abbildungsseite (AC-LEEM) und Spin Polarisiertes LEEM (SPLEEM).

## Abbildungssystem
Elektronen werden aus einer Elektronenkanone mit 15–20 keV emittiert, mittels einer Kondensatorlinse fokussiert und durch einen magnetischen Strahlteiler (60° oder 90°) geschickt. Die schnellen Elektronen fliegen durch eine Objektivlinse und werden in Richtung der Probenoberfläche, die auf einem Potential ähnlich dem der Elektronenkanone liegt, abgebremst. Dadurch sind die Elektronen nun oberflächensensitiv (1–100 eV) und die Eindringtiefe kann durch Variation der Elektronenenergie (Differenz Probenpotential/Elektronenkanonen-Potential abzüglich Austrittsarbeit der Probe) verändert werden. Die zurückgestreuten Elektronen fliegen wieder durch die Kondensatorlinse (deren Potential auf Masse liegt), beschleunigen zur Elektronenkanone und durchlaufen erneut den Strahlteiler. Nun entfernen die Elektronen sich von der Kondensatoroptik und fliegen in die Projektorlinse. Die Projektion der Fokalebene der Objektivlinse durch eine Zwischenlinse in die Objektebene der Projektorlinse ergibt ein Beugungsmuster (LEED – Low Energy Electron Diffraction) in der Bildebene, das auf verschiedene Weisen aufgenommen werden kann. Die Intensitätsverteilung des Beugungbildes hängt von der Probenoberfläche ab und ist unmittelbare Auswirkung der Wellennatur des Elektrons. Die Einzelintensitäten der Beugungs-Spots können durch Ausschalten der Zwischenlinse und Einfügen einer Kontrast-Apertur gemessen werden.

## Unterschiede zur gewöhnlichen Elektronenmikroskopie
Die Probe muss von der Seite der Bildgebungsoptik beleuchtet werden, da Materialien für niederenergetische Elektronen nicht transparent sind. Zur Teilung des einfallenden und gestreuten Strahles wird ein magnetisches Elektronenprisma verwendet, das Elektronen sowohl aus als auch in die Elektronenstrahlebene fokussiert, um Störungen im Bild zu vermeiden.
Des Weiteren wird das Potential der Probe nicht auf Masse gehalten, sondern durch eine elektronische Immersions-Objektivlinse nahe dem der Elektronenkanone gebracht, um die Elektronen zu verlangsamen. Zudem muss das Gerät gewöhnlich unter Ultrahochvakuum (UHV) arbeiten. Es existieren jedoch auch "near-ambient pressure" (NAP-LEEM) Instrumente, welche mittels differentiellem Pumpen und einer speziellen Hochdruckzelle Drücke bis 10−1 mbar erlauben.